# Robert Archibald Cassels
Sir Robert Archibald Cassels GCB GCSI DSO, britanski general, * 1876, † 1959.